# زنبور برگ‌بر غربی
زنبور برگ‌بُر غربی (نام علمی: Megachile perihirta) نام یک گونه از سرده زنبورهای برگ‌بر است.